# Triadillo silvestris
Triadillo silvestris är en kräftdjursart som först beskrevs av Jackson 1930.  Triadillo silvestris ingår i släktet Triadillo och familjen Armadillidae. Inga underarter finns listade i Catalogue of Life.